# Most w Mikolinie
Most w Mikolinie – most drogowy przez rzekę Odrę w okolicy Mikolina w ciągu drogi wojewódzkiej nr 458 w województwie opolskim.

## Historia
W 1934 roku wybudowano most drogowy na Odrze, w pobliżu istniejącej we wsi od wieków przeprawy promowej, równocześnie z budową nowej drogi do Skorogoszczy. Był to most betonowy liczący 325 m długości i 10 m szerokości. 22 stycznia 1945 r. most na Odrze został wysadzony przez Niemców, aby uniemożliwić przedostanie się oddziałów Armii Radzieckiej.
Nowy most wybudowano w 1999 roku.